# Clemensia roseata
Clemensia roseata là một loài bướm đêm thuộc phân họ Arctiinae, họ Erebidae.